# 충청남도의 초등학교 목록
다음은 충청남도의 초등학교 목록이다.

## 가
가남초등학교 · 
가사초등학교 · 
가야곡초등학교 · 
갈산초등학교 · 
감곡초등학교 · 
강경산양초등학교 · 
강경중앙초등학교 · 
강경황산초등학교 · 
강당초등학교 · 
개화초등학교 · 
거산초등학교 · 
결성초등학교 · 
경천초등학교 · 
계룡초등학교 · 
계성초등학교 · 
고남초등학교 · 
고대초등학교 · 
고덕초등학교 · 
고북초등학교 · 
고산초등학교 · 
공주교동초등학교 · 
공주교육대학교부설초등학교 · 
공주금학초등학교 · 
공주봉황초등학교 · 
공주신월초등학교 · 
공주중동초등학교 · 
관당초등학교 · 
관대초등학교 · 
관창초등학교 · 
광덕초등학교 · 
광동초등학교 · 
광명초등학교 · 
광석초등학교 · 
광성초등학교 · 
광신초등학교 · 
구룡초등학교 · 
구만초등학교 · 
구산초등학교 · 
구자곡초등학교 · 
구항초등학교 · 
군북초등학교 · 
궁남초등학교 · 
귀산초등학교 · 
규암초등학교 · 
근흥초등학교 · 
금곡초등학교 · 
금당초등학교 · 
금마초등학교 · 
금산동초등학교 · 
금산중앙초등학교 · 
금산초등학교 · 
금성초등학교 (금산군) · 
금성초등학교 (아산시) · 
금성초등학교금계분교 · 
금암초등학교 · 
금오초등학교 · 
기산초등학교 · 
기지초등학교

## 나
낙동초등학교 · 
남면초등학교 · 
남산초등학교 (당진시) · 
남산초등학교 (부여군) · 
남양초등학교 · 
남이초등학교 · 
남일초등학교 · 
남창초등학교 · 
남포초등학교 · 
내산초등학교 · 
노성초등학교 · 
논산내동초등학교 · 
논산동성초등학교 · 
논산반월초등학교 · 
논산부창초등학교 · 
논산중앙초등학교

## 다
당산초등학교 · 
당진초등학교 · 
대관초등학교 · 
대기초등학교 · 
대남초등학교 · 
대명초등학교 · 
대산초등학교 · 
대산초등학교 웅도분교 · 
대술초등학교 · 
대왕초등학교 · 
대정초등학교 · 
대창초등학교 · 
대천동대초등학교 · 
대천초등학교 · 
대치초등학교 · 
대홍초등학교 · 
대흥초등학교 · 
덕명초등학교 · 
덕산초등학교 · 
덕암초등학교 · 
도고온천초등학교 · 
도고초등학교 · 
도산초등학교 · 
도성초등학교 · 
도장초등학교 · 
도하초등학교 · 
동덕초등학교 · 
동방초등학교 · 
동산초등학교 · 
동암초등학교 · 
두마초등학교 · 
둔포초등학교

## 마
마곡초등학교 · 
마동초등학교 · 
마산초등학교 · 
마정초등학교 · 
면천초등학교 · 
명지초등학교 · 
명천초등학교 · 
모산초등학교 · 
모항초등학교 · 
목면초등학교 · 
목천초등학교 · 
문산초등학교 · 
미당초등학교 · 
미산초등학교 · 
미죽초등학교

## 바
반곡초등학교 · 
반양초등학교 · 
반포초등학교 · 
방포초등학교 · 
배방초등학교 · 
배양초등학교 · 
백강초등학교 · 
백석초등학교 · 
백제초등학교 · 
백화초등학교 · 
벌곡초등학교 · 
병천초등학교 · 
보산원초등학교 · 
보성초등학교 · 
복수초등학교 용진분교 · 
복수초등학교 · 
봉산초등학교 · 
부내초등학교 · 
부리초등학교 · 
부석초등학교 · 
부석초등학교 간월도분교 · 
부여초등학교 · 
부적초등학교 · 
부춘초등학교 · 
북창초등학교 · 
비인초등학교

## 사
삼봉초등학교 · 
삼봉초등학교 난지분교 · 
삼성초등학교 · 
삼은초등학교 · 
삽교초등학교 · 
상곡초등학교 · 
상록초등학교 · 
상서초등학교 · 
상월초등학교 · 
서남초등학교 · 
서도초등학교 · 
서동초등학교 · 
서령초등학교 · 
서림초등학교 · 
서면초등학교 · 
서부초등학교 · 
서산대진초등학교 · 
서산동문초등학교 · 
서산석림초등학교 · 
서산예천초등학교 · 
서산부성초등학교 · 
서산초등학교 · 
서정초등학교 · 
서천초등학교 · 
서해삼육초등학교 · 
석문초등학교 · 
석성초등학교 · 
석송초등학교 · 
석양초등학교 · 
선장초등학교 · 
성거초등학교 · 
성광초등학교 · 
성남초등학교 · 
성당초등학교 · 
성대초등학교 · 
성덕초등학교 · 
성동초등학교 · 
성신초등학교 · 
성연초등학교 · 
성주초등학교 · 
성환초등학교 · 
세도초등학교 · 
소망초등학교 · 
소원초등학교 의항분교 · 
소원초등학교 · 
송간초등학교 · 
송곡초등학교 · 
송남초등학교 · 
송림초등학교 · 
송림초등학교 유부도분교 · 
송산초등학교 · 
송석초등학교 · 
송악초등학교 · 
송암초등학교 · 
송학초등학교 · 
수덕초등학교 · 
수신초등학교 · 
수정초등학교 · 
수촌초등학교 · 
순성초등학교 · 
시량초등학교 · 
시목초등학교 · 
시초초등학교 · 
신가초등학교 · 
신계초등학교 · 
신관초등학교 · 
신광초등학교 · 
신당초등학교 · 
신대초등학교 · 
신도초등학교 · 
신례원초등학교 · 
신리초등학교 · 
신방초등학교 · 
신사초등학교 · 
신암초등학교 · 
신양초등학교 · 
신창초등학교 · 
신촌초등학교 · 
신평초등학교 · 
신풍초등학교 · 
신화초등학교 · 
신흥초등학교 · 
쌍룡초등학교

## 아
아산남성초등학교 · 
아산북수초등학교 · 
아산용연초등학교 · 
안면초등학교 · 
안서초등학교 · 
안중초등학교 · 
안흥초등학교 · 
안흥초등학교 신진도분교 · 
양당초등학교 · 
양대초등학교 · 
양신초등학교 · 
양촌초등학교 · 
양화초등학교 · 
언암초등학교 · 
엄사초등학교 · 
연무중앙초등학교 · 
연무초등학교 · 
연산초등학교 · 
연화초등학교 · 
염작초등학교 · 
염티초등학교 · 
영인초등학교 · 
예덕초등학교 · 
예산중앙초등학교 · 
예산초등학교 · 
오가초등학교 · 
오목초등학교 · 
오산초등학교 · 
오성초등학교 · 
오천초등학교 · 
오천초등학교 삽시분교 · 
옥계초등학교 · 
옥산초등학교 · 
온양권곡초등학교 · 
온양동신초등학교 · 
온양신정초등학교 · 
온양온천초등학교 · 
온양중앙초등학교 · 
온양천도초등학교 · 
온양초등학교 · 
온양초사초등학교 · 
온양풍기초등학교 · 
왕전초등학교 · 
외산초등학교 · 
외연도초등학교 · 
용남초등학교 · 
용당초등학교 · 
용동초등학교 · 
용문초등학교 · 
용봉초등학교 · 
용정초등학교 · 
용호초등학교 · 
용화초등학교 · 
우강초등학교 · 
우성초등학교 · 
운곡초등학교 · 
운산초등학교 · 
운신초등학교 · 
웅산초등학교 · 
웅천초등학교 · 
원당초등학교 · 
원봉초등학교 · 
원북초등학교 방갈분교 · 
원북초등학교 · 
월랑초등학교 · 
월전초등학교 · 
위례초등학교 · 
유곡초등학교 · 
유구초등학교 · 
은산초등학교 · 
은석초등학교 · 
은진초등학교 · 
은하초등학교 · 
음봉초등학교 · 
음암초등학교 · 
응봉초등학교 · 
의당초등학교 · 
이원초등학교 · 
이원초등학교 관동분교 · 
이인초등학교 · 
이화초등학교 · 
인세초등학교 · 
인주초등학교 · 
인지초등학교 · 
임천초등학교 · 
입장초등학교

## 자
장곡초등학교 · 
장곡초등학교 반계분교 · 
장곡초등학교 오서분교 · 
장기초등학교 · 
장암초등학교 · 
장평초등학교 · 
장항중앙초등학교 · 
장항초등학교 · 
전대초등학교 · 
정미초등학교 · 
정산초등학교 · 
정안초등학교 · 
제원초등학교 · 
조금초등학교 · 
조림초등학교 · 
주봉초등학교 · 
주산초등학교 · 
주포초등학교 · 
중장초등학교 · 
직산초등학교 · 
진산초등학교

## 차
차동초등학교 · 
창기초등학교 · 
채운초등학교 · 
천동초등학교 · 
천북초등학교 · 
천안가온초등학교 · 
천안구성초등학교 · 
천안남산초등학교 · 
천안두정초등학교 · 
천안미라초등학교 · 
천안백석초등학교 · 
천안봉명초등학교 · 
천안봉서초등학교 · 
천안부대초등학교 · 
천안부성초등학교 · 
천안부영초등학교 · 
천안불당초등학교 · 
천안삼거리초등학교 · 
천안새샘초등학교 · 
천안서당초등학교 · 
천안서초등학교 · 
천안성정초등학교 · 
천안수곡초등학교 · 
천안신대초등학교 · 
천안신부초등학교 · 
천안신안초등학교 · 
천안신용초등학교 · 
천안신촌초등학교 · 
천안쌍용초등학교 · 
천안쌍정초등학교 · 
천안업성초등학교 · 
천안오성초등학교 · 
천안와촌초등학교 · 
천안용곡초등학교 · 
천안용소초등학교 · 
천안용암초등학교 · 
천안월봉초등학교 · 
천안일봉초등학교 · 
천안중앙초등학교 · 
천안청당초등학교 · 
천안청룡초등학교 · 
천안청수초등학교 · 
천안초등학교 · 
천안희망초등학교 · 
천의초등학교 · 
청남초등학교 · 
청동초등학교 · 
청라초등학교 · 
청룡초등학교 · 
청룡초등학교 고대분교 · 
청룡초등학교 장고분교 · 
청보초등학교 · 
청소초등학교 · 
청송초등학교 · 
청양초등학교 · 
청파초등학교 호도분교 · 
청파초등학교 · 
초락초등학교 · 
초촌초등학교 · 
추부초등학교 · 
충무초등학교 · 
충화초등학교

## 타
탄천초등학교 · 
탑동초등학교 · 
탕정미래초등학교 · 
탕정초등학교 · 
태봉초등학교 · 
태안초등학교

## 파
파도초등학교 · 
팔봉초등학교 고파도분교 · 
팔봉초등학교 · 
평촌초등학교 · 
풍세초등학교

## 하
학돌초등학교 · 
학봉초등학교 · 
한내초등학교 · 
한산초등학교 · 
한정초등학교 · 
합덕초등학교 · 
합도초등학교 · 
합송초등학교 · 
합천초등학교 · 
해미초등학교 · 
행정초등학교 · 
호계초등학교 · 
호암초등학교 · 
홍남초등학교 · 
홍동초등학교 · 
홍북초등학교 · 
홍산초등학교 · 
홍성초등학교 · 
홍주초등학교 · 
화동초등학교 · 
화양초등학교 · 
환서초등학교 · 
황화초등학교 · 
효포초등학교 · 